# Roy Clippinger
Roy Clippinger (* 13. Januar 1886 in Fairfield, Wayne County, Illinois; † 24. Dezember 1962 in Carmi, Illinois) war ein US-amerikanischer Politiker. Zwischen 1945 und 1949 vertrat er den Bundesstaat Illinois im US-Repräsentantenhaus.

## Leben
Roy Clippinger besuchte die öffentlichen Schulen seiner Heimat und absolvierte eine Lehre im Druckerhandwerk. Zwischen 1909 und 1961 war er im Zeitungsgeschäft tätig. Er betätigte sich als Verleger sowie als Zeitungsherausgeber. Ferner war er Gründer und Präsident des Board of Greater Weeklies in New York City. Zwischen 1945 und 1948 fungierte er als Präsident der Hospital Association in Carmi. Von 1941 bis 1961 leitete er die Brückenkommission im White County. Zwischen 1947 und 1950 arbeitete er auch in der Möbelbranche.
Politisch wurde Clippinger Mitglied der Republikanischen Partei. Nach dem Tod des Abgeordneten James V. Heidinger wurde er bei der fälligen Nachwahl für den 24. Sitz von Illinois als dessen Nachfolger in das US-Repräsentantenhaus in Washington, D.C. gewählt, wo er am 6. November 1945 sein neues Mandat antrat. Nach einer Wiederwahl konnte er bis zum 3. Januar 1949 im Kongress verbleiben. Diese Zeit war vom beginnenden Kalten Krieg geprägt.
1948 verzichtete Roy Clippinger auf eine weitere Kandidatur. Nach seiner Zeit im US-Repräsentantenhaus setzte er seine früheren Tätigkeiten fort. Er starb am 24. Dezember 1962 in Carmi.